# Prunus barbata
Prunus barbata är en rosväxtart som beskrevs av Emil Bernhard Koehne. Prunus barbata ingår i släktet prunusar, och familjen rosväxter. Inga underarter finns listade i Catalogue of Life.